# Кшиштоф Шевчик
Кшиштоф Шевчик (пол. Krzysztof Szewczyk, нар. 6 березня 1996, Бохня, Польща) — польський футболіст, нападник футбольної команди «Краковія».
Вихованець юнацьких академій футболу «ФК Оржел», «Кракус Нова Гунта» та «Краковії». У 2011 році грав у молодіжній команді «Краковії» в чемпіонаті молодіжних команд Польщі. 1 липня 2012 року уклав професійну угоду з «Краковією» та приєднався до основного складу.